# Годлевская, Мария Матвеевна
Мария Матвеевна Годлевская — советский хозяйственный и государственный деятель, Герой Социалистического Труда.

## Биография
Родилась в 1923 году в Волынском воеводстве Польши. Член КПСС.
До 1944 — батрачка в помещичьих хозяйствах.
В 1944—1978 — звеньевая комсомольско-молодёжного звена колхоза имени Дзержинского, звеньевая колхоза «Перемога» Ровенского района Ровенской области Украинской ССР.
Указом Президиума Верховного Совета СССР от 27 мая 1952 года присвоено звание Героя Социалистического Труда с вручением ордена Ленина и золотой медали «Серп и Молот».
Делегат XXII съезда КПСС.
Жила в селе Корнин.

## Награды и звания
- Герой Социалистического Труда (27.05.1952)
- Орден Ленина (27.05.1952)